# Sivapithèque
Sivapithecus
Genre
Sivapithecus est un genre éteint de primates de la famille des hominidés, qui vivait en Asie du Sud durant le Miocène moyen et supérieur.
Ses restes fossiles sont datés sur une période allant de 13 à 8 millions d'années environ. Ils ont été découverts depuis le XIXe siècle au nord du sous-continent indien, dans la chaine des Siwaliks qui court du Pakistan jusqu'au Népal.

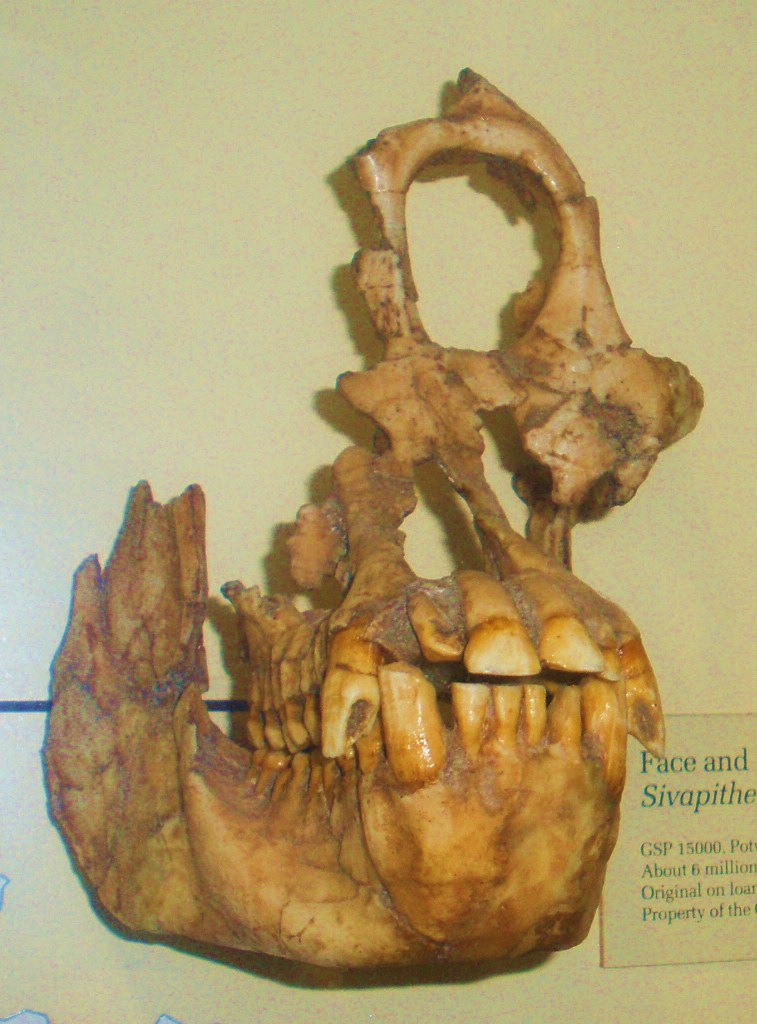
Sivapithecus sivalensis

## Historique
Des fossiles de sivapithèques ont été découverts depuis le XIXe siècle dans la chaine des Siwaliks, comprenant le plateau du Potwar au Pakistan, et les piémonts himalayens en Inde et au Népal. La première description est faite par le paléontologue britannique Richard Lydekker en 1879 sous le nom de Palaeopithecus sivalensis.
En 1982, David Pilbeam publia la description d'une découverte fossile importante : une grande partie de la face d'un sivapithèque avec sa mâchoire. Le spécimen présentait beaucoup de ressemblances avec un crâne d'orang-outan, ce qui conforta la théorie déjà avancée par d'autres selon laquelle le genre Sivapithecus était étroitement lié aux orangs-outans.

## Classification phylogénétique
Sivapithecus appartient à la sous-famille des Ponginae, dont le seul genre subsistant est l'orang-outan (Pongo).
Phylogénie des genres de ponginés, d'après James Birx et al. (2010) et David Begun (2015) :
|  | Sivapithecus †                                                       |
|  |                                                                      |
|  | \| \| Indopithecus † \| \| \| \| \| \| Gigantopithecus † \| \| \| \| |
|  |                                                                      |
|  | Indopithecus †                                                       |
|  |                                                                      |
|  | Gigantopithecus †                                                    |
|  |                                                                      |

|  | Indopithecus †    |
|  |                   |
|  | Gigantopithecus † |
|  |                   |

|  | Sivapithecus †                                                       |
|  |                                                                      |
|  | \| \| Indopithecus † \| \| \| \| \| \| Gigantopithecus † \| \| \| \| |
|  |                                                                      |
|  | Indopithecus †                                                       |
|  |                                                                      |
|  | Gigantopithecus †                                                    |
|  |                                                                      |

|  | Indopithecus †    |
|  |                   |
|  | Gigantopithecus † |
|  |                   |

|  | Khoratpithecus †         |
|  |                          |
|  | Pongo (les orang-outans) |
|  |                          |

|  | Sivapithecus †                                                       |
|  |                                                                      |
|  | \| \| Indopithecus † \| \| \| \| \| \| Gigantopithecus † \| \| \| \| |
|  |                                                                      |
|  | Indopithecus †                                                       |
|  |                                                                      |
|  | Gigantopithecus †                                                    |
|  |                                                                      |

|  | Indopithecus †    |
|  |                   |
|  | Gigantopithecus † |
|  |                   |

|  | Sivapithecus †                                                       |
|  |                                                                      |
|  | \| \| Indopithecus † \| \| \| \| \| \| Gigantopithecus † \| \| \| \| |
|  |                                                                      |
|  | Indopithecus †                                                       |
|  |                                                                      |
|  | Gigantopithecus †                                                    |
|  |                                                                      |

|  | Indopithecus †    |
|  |                   |
|  | Gigantopithecus † |
|  |                   |

|  | Khoratpithecus †         |
|  |                          |
|  | Pongo (les orang-outans) |
|  |                          |

|  | Sivapithecus †                                                       |
|  |                                                                      |
|  | \| \| Indopithecus † \| \| \| \| \| \| Gigantopithecus † \| \| \| \| |
|  |                                                                      |
|  | Indopithecus †                                                       |
|  |                                                                      |
|  | Gigantopithecus †                                                    |
|  |                                                                      |

|  | Indopithecus †    |
|  |                   |
|  | Gigantopithecus † |
|  |                   |

|  | Sivapithecus †                                                       |
|  |                                                                      |
|  | \| \| Indopithecus † \| \| \| \| \| \| Gigantopithecus † \| \| \| \| |
|  |                                                                      |
|  | Indopithecus †                                                       |
|  |                                                                      |
|  | Gigantopithecus †                                                    |
|  |                                                                      |

|  | Indopithecus †    |
|  |                   |
|  | Gigantopithecus † |
|  |                   |

|  | Khoratpithecus †         |
|  |                          |
|  | Pongo (les orang-outans) |
|  |                          |

|  | Sivapithecus †                                                       |
|  |                                                                      |
|  | \| \| Indopithecus † \| \| \| \| \| \| Gigantopithecus † \| \| \| \| |
|  |                                                                      |
|  | Indopithecus †                                                       |
|  |                                                                      |
|  | Gigantopithecus †                                                    |
|  |                                                                      |

|  | Indopithecus †    |
|  |                   |
|  | Gigantopithecus † |
|  |                   |

|  | Sivapithecus †                                                       |
|  |                                                                      |
|  | \| \| Indopithecus † \| \| \| \| \| \| Gigantopithecus † \| \| \| \| |
|  |                                                                      |
|  | Indopithecus †                                                       |
|  |                                                                      |
|  | Gigantopithecus †                                                    |
|  |                                                                      |

|  | Indopithecus †    |
|  |                   |
|  | Gigantopithecus † |
|  |                   |

|  | Khoratpithecus †         |
|  |                          |
|  | Pongo (les orang-outans) |
|  |                          |

## Stratigraphie
On a trouvé des fossiles de sivapithèques exclusivement dans les niveaux miocènes de trois formations géologiques du Groupe Siwalik de la chaine des Siwaliks :
- Siwalik inférieur : formation Chinji, de 14,2 à 11,2 millions d’années
- Siwalik moyen  : formation Nagri, de 11,2 à 9 millions d’années
- Siwalik moyen supérieur : formation Dhok Pathan, de 9 à 3,4 millions d'années

## Liste d'espèces
On distingue les quatre espèces suivantes :
- Sivapithecus indicus (Pilgrim, 1910) : de 12,5 à 10,5 millions d’années
  - autre nom : Sivapithecus aiyengari [1],[5]
- Sivapithecus sivalensis (Lydekker, 1879) : de 9,5 à 8,5 millions d'années (formations Nagri et Dhok Pathan)
  - autre nom : Sivapithecus salmontanus
- Sivapithecus lewisi (Pandey & Sastri, 1968) : 9,2 millions d’années [1]
  - autre nom : Sivapithecus parvada
  - C'est la plus grande des quatre espèces et celle dont la denture antérieure ressemble le plus à celle de Pongo (l'orang-outan actuel)[6].
- Sivapithecus hysudricus (Pilgrim, 1927) [7]:
  - autres noms : Sivapithecus thorpei, Sivapithecus simonsi
  - C'est la plus petite des quatre espèces.

## Le cas deRamapithecus
Certains spécimens des Siwaliks avaient autrefois été attribués au genre Ramapithecus (le ramapithèque).
Le premier spécimen type, YPM 13799, Ramapithecus brevirostris, était un demi-maxillaire découvert en 1932 par G. Edward Lewis dans les piémonts himalayens indiens situés dans l'Himachal Pradesh, près d'Haritalyangar. Lewis affirmait alors que le maxillaire était plus proche de celui du genre Homo qu'aucun des fossiles de singes connus jusque-là. Ce point de vue fut revu dans les années 1960 à la suite d'une reconstruction par symétrie et qui correspondait à la forme upsiloïde caractéristique des grands singes.
Des fossiles plus complets de Ramapithecus furent découverts en 1975 et 1976, montrant qu'il était moins proche des humains que ce que l'on pensait auparavant. Il présentait au contraire de nombreuses similitudes avec Sivapithecus, et priorité fut donnée à ce nom qui était antérieur. On considère aujourd'hui que les fossiles autrefois attribués à Ramapithecus correspondent plutôt à des femelles d'une espèce de Sivapithecus en supposant que celle-ci avait un fort dimorphisme sexuel.